# Japan Open de 2000
O Japan Open de 2000 foi a terceira edição do Japan Open, um evento anual de patinação artística no gelo organizado pela Federação Japonesa de Patinação. A competição foi disputada no dia 4 de janeiro, na cidade de Tóquio, Japão.

## Eventos
- Individual masculino
- Individual feminino
- Duplas
- Dança no gelo

## Medalhistas
| Evento                        | Ouro                                      | Prata                                            | Bronze                                       |
| Individual masculino detalhes | Alexei Yagudin · Rússia                   | Todd Eldredge · Estados Unidos                   | Takeshi Honda · Japão                        |
| Individual feminino detalhes  | Michelle Kwan · Estados Unidos            | Maria Butyrskaya · Rússia                        | Surya Bonaly · França                        |
| Duplas detalhes               | Oksana Kazakova · Artur Dmitriev · Rússia | Shen Xue · Zhao Hongbo · China                   | Yuka Sato · Jason Dungjen · Estados Unidos   |
| Dança no gelo detalhes        | Maya Usova · Evgeni Platov · Rússia       | Margarita Drobiazko · Povilas Vanagas · Lituânia | Nakako Tsuzuki · Rinat Farkhoutdinov · Japão |

## Resultados

### Individual masculino
| Pos.              | Nome               | Nacionalidade  |
| ----------------- | ------------------ | -------------- |
| Medalha de ouro   | Alexei Yagudin     | Rússia         |
| Medalha de prata  | Todd Eldredge      | Estados Unidos |
| Medalha de bronze | Takeshi Honda      | Japão          |
| 4                 | Alexei Urmanov     | Rússia         |
| 5                 | Philippe Candeloro | França         |

### Individual feminino
| Pos.              | Nome              | Nacionalidade  |
| ----------------- | ----------------- | -------------- |
| Medalha de ouro   | Michelle Kwan     | Estados Unidos |
| Medalha de prata  | Maria Butyrskaya  | Rússia         |
| Medalha de bronze | Surya Bonaly      | França         |
| 4                 | Vanessa Gusmeroli | França         |
| 5                 | Chisato Shiina    | Japão          |

### Duplas
| Pos.              | Nome                             | Nacionalidade  |
| ----------------- | -------------------------------- | -------------- |
| Medalha de ouro   | Oksana Kazakova / Artur Dmitriev | Rússia         |
| Medalha de prata  | Shen Xue / Zhao Hongbo           | China          |
| Medalha de bronze | Yuka Sato / Jason Dungjen        | Estados Unidos |

### Dança no gelo
| Pos.              | Nome                                  | Nacionalidade |
| ----------------- | ------------------------------------- | ------------- |
| Medalha de ouro   | Maya Usova / Evgeni Platov            | Rússia        |
| Medalha de prata  | Margarita Drobiazko / Povilas Vanagas | Lituânia      |
| Medalha de bronze | Nakako Tsuzuki / Rinat Farkhoutdinov  | Japão         |

## Quadro de medalhas
| Ordem | País           | Medalha de ouro | Medalha de prata | Medalha de bronze |    | Ordem por total |
| ----- | -------------- | --------------- | ---------------- | ----------------- | -- | --------------- |
| 1     | Rússia         | 3               | 1                |                   | 4  | 1               |
| 2     | Estados Unidos | 1               | 1                | 1                 | 3  | 2               |
| 3     | China          |                 | 1                |                   | 1  | 4               |
| 3     | Lituânia       |                 | 1                |                   | 1  | 4               |
| 5     | Japão          |                 |                  | 2                 | 2  | 3               |
| 6     | França         |                 |                  | 1                 | 1  | 4               |
| TOTAL | TOTAL          | 4               | 4                | 4                 | 12 | —               |